# 최창수 (배우)
최창수(崔昌洙, 1942년 5월 15일~2020년 2월 10일)는 조선민주주의인민공화국의 배우이다.

## 생애
1942년 5월 15일에 일제강점기 조선 함경북도에서 태어나 1966년, 조선예술영화촬영소 배우로 《최학신의 일가》의 주연을 맡았다.
《사회주의조국을 찾은 영수와 영옥이》, 《열네번째 겨울》, 《월미도》, 《림꺽정》, 《한 지대장의 이야기》 등 여러 작품에 등장한 그는 인민배우와 공훈배우, 로력영웅의 칭호를 받았다. 이후 평양연극영화대학교 교수 및 청소년영화창작단장과 조선예술영화촬영소 배우단장을 겸임하다가 2020년 2월 10일에 사망했다.